# Pełnogłos
Pełnogłos (ros. полногласие, ukr. повноголосся, biał. поўнагалоссе, łac. pleophonia) – zjawisko typowe dla języków wschodniosłowiańskich (rosyjskiego, ukraińskiego, białoruskiego), polegające na występowaniu pomiędzy spółgłoskami grup typu -oro-, -olo-, -ere-, którym w innych językach słowiańskich odpowiadają grupy z jedną tylko samogłoską .
Prasłowiańskie grupy *-or-, *-ol-, *-er-, *-el- stojące między spółgłoskami uległy w językach zachodniosłowiańskich i południowosłowiańskich zjawisku metatezy (przestawki) i niekiedy także wzdłużenia samogłoski. Z kolei w językach wschodniosłowiańskich wykształciły się z nich grupy z dwiema samogłoskami otaczającymi spółgłoskę [r] lub [l]  wskutek działania prawa otwartych sylab. Powstały w ten sposób połączenia dwusylabowe, w których ta sama samogłoska występuje przed spółgłoską i po niej, co schematycznie można zapisać następująco (T oznacza dowolną spółgłoskę):
- *TorT > ToroT
- *TolT > ToloT
- *TerT > TereT
- *TelT > ToloT (nie TeleT, gdyż prasłowiańskie *TelT przeszło już wcześniej w językach wschodniosłowiańskich w *TolT)

Przykładowo w języku polskim występują w tym miejscu grupy -ro- (-ró-), -ło-, -rze- (-rzo-), -le-.
| Język prasłowiański              | *vorgъ | *moldъ  | *dervo   | *melko |
| Język rosyjski                   | vorog  | mołodoj | dieriewo | mołoko |
| Język polski                     | wróg   | młody   | drzewo   | mleko  |
| Język czeski                     | vrah   | mladý   | dřevo    | mléko  |
| Język staro-cerkiewno-słowiański | vragъ  | mladъ   | drěvo    | mlěko  |

Pełnogłos jest jednym z najważniejszych wyróżników języków wschodniosłowiańskich i uważany jest (obok silnego akcentu swobodnego ruchomego) za typową cechę tej grupy, zupełnie niewystępującą poza nią.
Zjawisko to zaszło około roku 1000: w Ewangeliarzu Ostromira (1056 r.) pojawiają się pierwsze przykłady pełnogłosu, choć zapisy u Konstantyna Porfirogenety z 949 roku wykazują jeszcze stan zgodny z prasłowiańskim, bez pełnogłosu.
W języku polskim pełnogłos można zaobserwować w pożyczkach z języków wschodniosłowiańskich, na przykład w wyrazie połonina .